# La Corrida (chanson de Francis Cabrel)
Pour les articles homonymes, voir Corrida.
Singles de Francis Cabrel
La Cabane du Pêcheur
(1994) Samedi soir sur la Terre
(1995)
Pistes de Samedi soir sur la Terre
Assis sur le rebord du monde
La Corrida est une chanson écrite et interprétée par Francis Cabrel, issue de l'album Samedi soir sur la Terre sorti en 1994 et également édité en single la même année. Cette chanson marque l'opposition du chanteur à la corrida,,, un divertissement hispanique et français.
Nicolas Reyes des Gipsy Kings a participé à l'enregistrement pour les chants en espagnol à la fin de la chanson. Les chœurs de la fin sont également chantés par Tanina Cheriet, fille d’Idir.

## Conception
Francis Cabrel commence l'écriture des paroles avec  « Ce soir la femme du torero / Dormira sur ses deux oreilles » après avoir assisté à une corrida à Bayonne. Il s'arrête sur le chemin du retour afin d'enregistrer sur son dictaphone « Depuis le temps que je patiente / Dans cette chambre noire / J’entends qu’on s’amuse et qu’on chante / Au bout du couloir. »
Enfin, « après trois ans de maturation », il ajoute le leitmotiv « Est-ce que ce monde est sérieux ? »
Au moment de réaliser la maquette de ce titre, au studio Polygone, il fait appel à Nicolas Reyes.
La Corrida sort en single CD et 45 tours en 1994 et se classe durant dix-neuf semaines consécutives au Top 50 à partir du 10 décembre 1994, où il débute à la 15e place. Il atteint la 7e place en troisième semaine durant les fêtes de Noël. Le single se vend à plus de 75 000 exemplaires.

## Interprétation
La Corrida aborde le thème controversé de la corrida, une tradition espagnole où un taureau est combattu dans une arène par un matador. Francis Cabrel adopte le point de vue du taureau lui-même, donnant une voix à l'animal qui est traditionnellement considéré comme une victime sans parole dans ce spectacle.
Les paroles décrivent les sensations et les émotions du taureau alors qu'il est confronté à sa mort imminente dans l'arène. La chanson dénonce la cruauté de la corrida et met en lumière les souffrances infligées aux animaux pour le divertissement humain. Cabrel utilise des métaphores poétiques pour exprimer la douleur, la peur et la rébellion du taureau face à son destin tragique. Au-delà de la critique de la corrida en tant que pratique, la chanson soulève des questions plus larges sur la violence, le pouvoir et la compassion.
Elle a suscité des débats et des discussions sur le traitement des animaux dans les spectacles traditionnels et la responsabilité morale des êtres humains envers les autres espèces.

## Reprise des paroles
Des paroles de la chanson, et notamment le leitmotiv « Est-ce que ce monde est sérieux ? », sont régulièrement citées, utilisées, reprises dans diverses littératures. Au niveau du phrasé, l'inversion de l'accent tonique sur « sérieux » met en valeur « l'ironie douloureuse du propos ».
Plusieurs autres chanteurs et groupes ont repris la chanson comme Idir (chanteur kabyle), Tryo et Les Enfoirés en 2001. En 2022 plusieurs phrases du texte sont citées dans la proposition de loi portée par le député de Paris, Aymeric Caron visant à abolir la corrida,.

## Sample
- Le rappeur Booba a samplé le morceau dans son titre 6G, single annonçant son onzième album[15].

## Œuvres littéraires citant la chanson
- Bruno Perera, Petits Meurtres entre associés, Maxima, 2002, 185 p. (ISBN 978-2-84001-323-5, lire en ligne), p. 149
- Hugues Lethierry, Savoir(s) en rire, vol. 2, De Boeck Supérieur, 1997, 260 p. (ISBN 978-2-8041-2406-9, lire en ligne), p. 22
- Seydou Beye, L'Intégration-alibi, une guillotine sociale : réplique pour une socioéthique, Paris, L'Harmattan, 2009, 198 p. (ISBN 978-2-296-07819-2, lire en ligne), p. 60